# Nueva Ciudad Guerrero
Nueva Ciudad Guerrero är en ort i Mexiko.   Den ligger i kommunen Guerrero och delstaten Tamaulipas, i den centrala delen av landet, 800 km norr om huvudstaden Mexico City. Nueva Ciudad Guerrero ligger 108 meter över havet och antalet invånare är 4 384.
Terrängen runt Nueva Ciudad Guerrero är platt. Runt Nueva Ciudad Guerrero är det glesbefolkat, med 14 invånare per kvadratkilometer. Närmaste större samhälle är Mier, 16,6 km sydost om Nueva Ciudad Guerrero.